# Parkland (circonscription fédérale)
Pour les articles homonymes, voir Parkland.
Circonscription électorale fédérale du Canada
Parkland est une circonscription électorale fédérale canadienne de l'Alberta située au centre de la province, à l'ouest de l'agglomération d'Edmonton. Elle contient les districts municipaux de Parkland et de Brazeau et des parties de Yellowhead et de Lac Sainte-Anne.
Elle est créée en 2023 de la partie ouest de la circonscription de Yellowhead et de la partie sud de Sturgeon River—Parkland.
Les circonscriptions limitrophes sont : 
- au nord : Peace River—Westlock et St. Albert—Sturgeon River ;
- à l'est : Edmonton-Nord-Ouest, Edmonton-Ouest et Edmonton Riverbend ;
- au sud-est : Leduc—Wetaskiwin ;
- à l'ouest et au sud-ouest: Yellowhead.

## Députés
| Législature                                                | Années          | Député               | Parti | Parti                     |
| ---------------------------------------------------------- | --------------- | -------------------- | ----- | ------------------------- |
| Parkland issue de Sturgeon River—Parkland et de Yellowhead |                 |                      |       |                           |
| 45e                                                        | 2025 – en cours | Député élu (à venir) |       | Parti politique (à venir) |